# Martin Atencio
Martin Atencio is een Surinaams bestuurder, activist en politicus. Hij is voorzitter van de Algemene Belangenorganisatie Suriname. Tijdens de verkiezingen van 2020 was hij kandidaat voor STREI! in het district Commewijne.

## Biografie
Atencio heeft een Javaanse en een inca-Argentijnse ouder. Hij is geboren en getogen in Suriname. Hij is voorzitter van de Algemene Belangenorganisatie Suriname (Abos) die het opneemt voor slachtoffers van gronduitgiftebeleid.
In oktober 2013 vestigde hij de Abos in het pand van de Partij voor Democratie en Ontwikkeling (PDO) van Waldi Nain. De Abos had volgens Atencio op dat moment duizend leden. De verhuizing was voor hem een poging om de gronduitgifte via de politiek opgelost te krijgen. Het was aanvankelijk de bedoeling dat hij op de kandidatenlijst van de PDO zou komen en hij werd ook lid van het bestuur. Niettemin stapte hij in mei 2014 uit het bestuur omdat hij het niet eens was met het beleid.
Het bleef een aantal jaren stil rond hem, tot hij in april 2018 mee demonstreerde met The Next Generation Movement van Xaviera Jessurun. Hoewel het protest over de gezondheidszorg ging, maakten enkele bewoners van Leiding 20 er gebruik van om hun zorgen over hun woonzekerheid te uiten. Op de derde protestdag sprak Atencio de menigte toe. Hierin sprak hij zijn ergernis uit over het ziekenhuisbezoek van president Bouterse in Cuba, terwijl burgers in Suriname zouden moeten bedelen om geholpen te kunnen worden. Atico beëindigde de toespraak met de stelling: "Als ze dat niet kunnen vinden gaan ze dood!" en hield daarna een minuut stilte.
In mei 2018 hield hij een Abos-congres in Theater Unique dat door 125 mensen werd bezocht. Tijdens het congres spraken Xaviera Jessurun, Audrey Christiaan van het Platform voor Eenheid en Solidariteit voor Alliantie en Vooruitgang en Asha Mungra van de Unie Surinaamse Vrouwen.
In 2018 sloot hij zich aan bij de politieke partij STREI! van Maisha Neus en werd later hoofd van de afdeling Commewijne. Tijdens de verkiezingen van 2020 was hij de partijkandidaat in het district als enige op de lijst. Net als in Paramaribo had STREI! de eerste vermelding in Commewijne op het stembiljet geloot. Zijn partij verwierf echter geen zetels.